# 제8기 최고인민회의 대의원 선거
제8기 최고인민회의 대의원 선거는 1986년 11월 2일에 열린 조선민주주의인민공화국의 8대 최고인민회의 선거다. 대의원 655명을 선출하였다.